# Bühne Burgäschi
Die Bühne Burgäschi präsentiert seit 2009 im Zweijahresrhythmus eine Freilicht-Operette auf dem Burghof in Burgäschi im Schweizerischen Mittelland. In den dazwischenliegenden Jahren wird jeweils eine „Sommermusikwoche“ veranstaltet. Die Bühne Burgäschi ist eine Unterorganisation des gemeinnützigen Vereins Musik im Äusseren Wasseramt.
Der Burghof ist ein Bauernhof und liegt nicht auf dem Gelände der ehemaligen Burg Äschi, die sich näher am Burgäschisee befand.
Die künstlerische Leitung des Festivals setzt in der Besetzung bewusst auf junge Nachwuchstalente und auf ein eigenes Ensemble, das die Inszenierungen in einer längeren Probephase wachsen lässt. Das Programm der Bühne Burgäschi umfasste 2013 20 Aufführungen, die von rund 9'000 Zuschauern besucht wurden. Das Hausorchester der Bühne Burgäschi ist das Orchester Crescendo.

## Veranstaltungen und Spielstätten

### Grosse Operette auf dem Burghof
Die Spielstätte der Operetten der Bühne Burgäschi liegt im Solothurnischen Burgäschi. Bei der ersten Austragung 2009 wurde Emmerich Kálmáns Operette Gräfin Mariza auf dem Burghof der Familie Aeschlimann aufgeführt. Die Spielstätte lag gerade auf der Grenze der beiden Kantone Solothurn und Bern.

### Dezemberkonzert / Operettengala
Alljährlich führt der Dachverein Musik im Äusseren Wasseramt ein Dezemberkonzert durch. Der Veranstaltungsort variiert, neben dem Burghof wurden bereits die reformierten Kirchen in Seeberg, Wangen an der Aare, Herzogenbuchsee, Gerlafingen und Derendingen als Veranstaltungsorte ausgewählt. Zur Aufführung gelangten dabei unter anderem das Soledurner Wiehnechtsoratorium von Urs Joseph Flury (2011), D Zäller Wiehnacht von Paul Burkhard (2007) oder Opernklassiker, gesungen von den Solisten der Bühne Burgäschi und begleitet vom Altophonium QUARTETT (2010). Seit dem Jahr 2013 werden die Dezemberkonzerte als Operettengala mit Salonorchester durchgeführt.

### Sommermusikwoche / Kammeroperette
In den Jahren, in denen keine Operette stattfindet, veranstaltet der Verein Musik im Äusseren Wasseramt jeweils eine Sommermusikwoche mit verschiedenen Konzerten im solothurnischen Wasseramt und im angrenzenden Oberaargau. Im Sommer 2012 bestand das Programm zum Beispiel aus einem Abend, der ausschliesslich Solothurner Komponisten gewidmet war, aus einer Operettenmatinée, einer Taizénacht, sowie aus mehreren Aufführungen von Paul Burkhards musikalischer Komödie Der schwarze Hecht. Seither wird den Jahren, in denen keine grosse Operette produziert wird, eine Kammeroperette gespielt.
| Jahr | Kammeroperetten                                        | Austragungsort               |
| ---- | ------------------------------------------------------ | ---------------------------- |
| 2023 | Die drei von der Tankstelle von Werner Richard Heymann | Hornusserhaus Oekingen       |
| 2021 | Zur gold'nen Liebe von Ralph Benatzky                  | Hornusserhaus Oekingen       |
| 2018 | Die Männer sind mal so von Walter Kollo                | Hornusserhaus Oekingen       |
| 2016 | Bezauberndes Fräulein von Ralph Benatzky               | Hornusserhaus Oekingen       |
| 2014 | Frau Luna von Paul Lincke                              | Burghof                      |
| 2012 | Der schwarze Hecht von Paul Burkhard                   | verschiedene Firmenstandorte |

## Operettenproduktion der Bühne Burgäschi
| Jahr | Stück                                    |
| ---- | ---------------------------------------- |
| 2022 | Roxy und ihr Wunderteam von Paul Abraham |
| 2019 | Grüezi von Robert Stolz                  |
| 2017 | Die Zirkusprinzessin von Emmerich Kálmán |
| 2015 | Der Vogelhändler von Carl Zeller         |
| 2013 | Die Fledermaus von Johann Strauss (Sohn) |
| 2011 | Die lustige Witwe von Franz Lehár        |
| 2009 | Gräfin Mariza von Emmerich Kálmán        |